# سیدنی لوکاس
سیدنی لوکاس (به انگلیسی: Sydney Lucas) بازیگر آمریکایی است.
از فیلم‌های معروف او می‌توان به بازی در فیلم اونجوری بامزه است، دختر با احتمال زیاد و رفیق اشاره کرد.